# 沙角发电厂
沙角发电厂是中国华南地区最大的火力发电基地，总装机容量达388万千瓦，位于珠江入海口的东岸。发电厂由相互毗邻的A、B、C三座分厂构成，其中B电厂的一次股权拍卖曾以14亿元人民币创造了中国拍卖史上的最高成交记录。同时，由于电厂建造时未安装环保设施，也使得它成为整个珠江三角洲最大的污染源，多年来颇受诟病。

## 概述
沙角发电厂坐落在广东省东莞市虎门镇境内，濒临珠江口虎门湾，正处于广东用电负荷最集中的三座特大城市广州市、深圳市和东莞市之间，因此是一座具有电网支撑作用的发电厂。1980年代，中国实行改革开放，深圳被划为经济特区，经济高速发展。为解决深圳市和广东省的用电问题，政府决定在广州和深圳周边兴建电厂，并积极吸纳外资建设。经过论证和招商后，最终决定由广东省和深圳市政府分别出资，各自在虎门附近的沙角海滩边兴建一座电厂，同时形成两套系统。
1984年，由广东省政府全资拥有的沙角A电厂率先开工，安装3台20万千瓦国产发电机组，于1987年4月21日实现首台机组投产发电，1989年全部建成。二期工程也于1989年开工，安装2台30万千瓦国产机组，于1993年投产。1993年A厂一期工程改制成广东电力发展股份有限公司，并在中国国内公开发行股票上市。2000年该公司又收购了二期工程，实现沙角A电厂的整体上市。
在A厂开工的次年，B厂也开始了正式建设。沙角B电厂是中国首个采用“建设—经营—转让”（BOT）方式建设的工程项目，由深圳市政府控股，香港合和实业有限公司参股，但深圳方面只负责提供土地和运营的燃料，电厂的建设资金则由港方负责筹集。电厂实行英国式的管理制度，采用了日本企业提供的技术和装备，并由日本的企业负责监造。B厂的首台机组于1987年4月22日投产发电，第二台机组也于三个月后投产。电厂建成后按照协议先由港方全权运营十年，十年后，港方将持有的电厂35.23%股权全部无偿地移交给了广东省政府。广东省政府则把这部分股权进行拍卖，吸引来众多实力雄厚的竞拍者，最终在经过数十轮激烈竞价后，才被广州市政府控制的一家企业以14亿元人民币的天价拍得，创造了中国历史上最高的拍卖成交价格纪录。
沙角C电厂是由广东省政府与香港合和实业有限公司合作兴建的，采用与B厂类似的融资方式，广东省政府拥有控股地位并负责运营，合作期限为20年。此后C厂的海外股权多次变更，直到2003年，华润电力有限公司收购了该厂海外股东们手中持有的大部分股权，成为其长期稳定的参股股东。电厂筹建时原先只准备安装两套法国阿尔斯通公司产的66万千瓦发电机组，但后来根据当时电力市场的供需状况决定再增加一套同类型的装置。工程于1993年初正式开工，三台机组均于1996年投产运行，但因为建设工期紧，以及设备存在质量问题，导致投产后多次发生事故、被迫长期停运。
沙角发电厂运营所需的煤炭全部从中国山西和内蒙古购买获得。该电厂地处经济发达、人烟稠密之所，但建造时轻视环保，没有安装脱硫等设施，导致现在废气和煤灰直接排入空气和水中，造成严重的酸雨危害和珠江水质污染，成为整个珠江三角洲最大的污染源。近年来，广东省人民代表大会已多次对电厂各主体长期拖延安装环保设施表示不满，要求三家电厂限期解决。
2019年11月13日，沙角B电厂机组关停，A厂和C厂的机组则计划于2025年之前全部关停退役。

## 组织结构
沙角发电厂目前共有10台发电机组，总装机容量388万千瓦。在组织结构上，分为三个实体。
沙角A发电厂是广东电力发展股份有限公司的一个分厂。
- A电厂一期1号机组装机容量20万千瓦，1987年4月投产发电。
- A电厂一期2号机组装机容量20万千瓦，1988年7月投产发电。
- A电厂一期3号机组装机容量20万千瓦，1989年8月投产发电。
- A电厂二期4号机组装机容量30万千瓦，1993年4月投产发电。
- A电厂二期5号机组装机容量30万千瓦，1993年6月投产发电。

沙角B发电厂的业主是深圳市广深沙角B电力有限公司，该公司的主要股东有深圳市能源集团有限公司（64.77%）、广州发展实业控股集团股份有限公司（35.23%）。
- B电厂1号机组装机容量35万千瓦，1987年4月投产发电。
- B电厂2号机组装机容量35万千瓦，1987年7月投产发电。

沙角C电厂的业主是广东广合电力有限公司，该公司的主要股东有广东省粤电集团有限公司（60%）、华润电力控股有限公司（30%）、中国华能集团公司（5%）等。
- C电厂1号机组装机容量66万千瓦，1995年12月投产发电。
- C电厂2号机组装机容量66万千瓦，1996年3月投产发电。
- C电厂3号机组装机容量66万千瓦，1996年6月投产发电。